# Rainer Noël
Rainer Noël (* 20. Dezember 1950) ist ein deutscher Autor und Fernsehproduzent.

## Leben
Nach seinem Abitur 1971 studierte Rainer Noël Mathematik/Physik (Schwerpunkte: algebraische Zahlentheorie/theoretische Physik). Parallel zu seinem Studium eröffnete er in Wittlich eine Design-Galerie, in der er sowohl Exponate namhafter Designer und Künstler als auch eigene Objekte vorstellte. Ende 1983 gab er die Galerie aufgrund eines neuen Engagements beim damals noch in Entstehung befindlichen Sender RTL plus auf. Hier entwickelte er (u. a.) maßgeblich fernsehgerechte Versionen einer bereits im RTL-Hörfunk etablierten Sendung Ein Tag wie kein anderer. Diese heute noch zu den Meilensteinen von RTL zählende und 1992 als erste RTL-Sendung mit einer Goldenen Kamera ausgezeichnete Reiseshow leitete er (ca. 450 Folgen) als verantwortlich zeichnender Producer bis zur Einstellung Mitte 1993.
1995 verließ Noël RTL und arbeitete freiberuflich für relevante Medienunternehmen als Produzent, Autor und Formatentwickler. 2006 gründete er mit Partnern das Unternehmen Triple Play Media, das sich auf Entwicklung crossmedialer Formate und Produkte spezialisiert und u. a. das Online-Reisejournal Traveltopics publiziert.
| Personendaten    | Personendaten                        |
| ---------------- | ------------------------------------ |
| NAME             | Noël, Rainer                         |
| KURZBESCHREIBUNG | deutscher Autor und Fernsehproduzent |
| GEBURTSDATUM     | 20. Dezember 1950                    |